# Matilde Mastrangi
Matilde Raspa Mastrangi (São Paulo, 18 de março de 1953) é uma ex-atriz brasileira. É considerada um dos grandes nomes da era da pornochanchada no cinema brasileiro.

## Carreira
Em 1971, começou a trabalhar como telemoça (dançarina e assistente de palco) do programa Silvio Santos. Como todo ator brasileiro de cinema adulto do período, atuou em pornochanchadas (a partir de 1974), recurso do cinema para driblar a Ditadura Militar. Os filmes em geral eram de baixo orçamento e destinados a uma plateia específica.
Tempos depois, em 1984, ganhou repercussão na mídia ao protagonizar um episódio em que tirou a roupa de improviso, recebendo lances em dinheiro por cada peça, quando trabalhava numa festa da alta sociedade - fato que acabou sendo divulgado pela imprensa. Foi capa da Revista Playboy em março do mesmo ano.
Após o nascimento da filha, fez somente duas pequenas participações no cinema e refugiou na cidade de Atibaia, onde vive até hoje.
Se formou em Letras e fez pós-graduação em Teologia. Desde 2001, se converteu à religião evangélica.

### Vida pessoal
Matilde é filha de Domingos Mastrangi e Clarina Raspa, ambos filhos de imigrantes italianos, Matilde .
Namorou o apresentador Wagner Montes em 1984.
É casada desde 1990 com o ator Oscar Magrini, que conheceu quando filmaram "Perfume de gardênia". Com ele tem uma filha chamada Isabella, nascida em 1991.

## Carreira

### No cinema
| Ano  | Título                                      | Personagem | Notas                             |
| ---- | ------------------------------------------- | ---------- | --------------------------------- |
| 1974 | As Cangaceiras Eróticas                     | Cangaceira |                                   |
| 1975 | Bacalhau                                    | Lucélia    |                                   |
| 1975 | Cada um dá o que tem                        | Amiga      | Episódio: "Uma grande vocação"    |
| 1976 | Incesto                                     | —          |                                   |
| 1976 | Já não se faz amor como antigamente         | Conceição  | Episódio: "Flor de Lys"           |
| 1977 | Emanuelle Tropical                          | Lúcia      |                                   |
| 1980 | A Noite das Taras                           | Susana     |                                   |
| 1980 | As Intimidades de Analu e Fernanda          | —          |                                   |
| 1980 | Orgia das Taras                             | Jandira    |                                   |
| 1980 | Palácio de Vênus                            | Juliana    |                                   |
| 1980 | Sócias do Prazer                            | —          |                                   |
| 1981 | A Cafetina de Meninas Virgens               | Meiry      |                                   |
| 1981 | As Taras de Todos Nós                       | Cláudia    | Segmento: "O Uso Prático dos Pés" |
| 1981 | Em Busca do Orgasmo                         | Tilde      |                                   |
| 1981 | Pornô!                                      | Ilona      |                                   |
| 1981 | Volúpia ao Prazer                           | Letícia    |                                   |
| 1982 | A Noite das Taras II                        | Malvina    |                                   |
| 1982 | Amor Estranho Amor                          | Olga       |                                   |
| 1983 | Pecado Horizontal                           | Tininha    |                                   |
| 1983 | A Cobiça do Sexo                            | Rosinha    |                                   |
| 1983 | Corpo e Alma de Mulher                      | —          |                                   |
| 1983 | Tudo na Cama                                | Marisa     |                                   |
| 1984 | Flor do Desejo                              | Odete      |                                   |
| 1984 | Caçadas Eróticas                            | Rose       |                                   |
| 1984 | Como Salvar Meu Casamento (S.O.S. Sex-Shop) | Elisa      |                                   |
| 1984 | Erótica, a Fêmea Sensual                    | Flora      |                                   |
| 1988 | A Dama do Cine Shanghai                     | Secretária |                                   |
| 1992 | Perfume de Gardênia                         | —          |                                   |
| 1997 | Glaura                                      | Vizinha    | Curta-metragem                    |
| 1999 | A Hora Mágica                               | Cantora    |                                   |
| 2008 | Onde Andará Dulce Veiga?'                   | Iracema    |                                   |

### Na televisão
| Ano  | Título                 | Personagem          |
| ---- | ---------------------- | ------------------- |
| 1989 | Cortina de Vidro       | Emanuele            |
| 1985 | Batalha 85             | Jurada              |
| 1984 | Vereda Tropical        | Marilinda           |
| 1971 | Programa Silvio Santos | Assistente de Palco |

## No Teatro[12]
- 1993/1994 - A Revolta dos Anjos
- 1990 - Uma Ilha para Três
- 1984 - O Grande Motel